# Кул-Давлет, Рамиль
Рамиль Кул-Давлет (настоящее имя — Рамиль Хуснутдинович Давлеткулов; баш. Рәмил Ҡол-Дәүләт, Рәмил Хөснөтдин улы Дәүләтҡолов; 30 мая 1958, Альмухаметово, Башкирская АССР — 12 января 1998, Уфа) — башкирский поэт, драматург. Член Союза писателей Республики Башкортостан (1990)

## Биография
Рамиль Хуснутдинович Давлеткулов родился 30 мая 1958 года в деревне Альмухаметово Абзелиловского района Башкирской АССР.
С 1981 года работал в Бурзянском районном доме культуры.
В 1988 году окончил Башкирский государственный университет (ныне Уфимский университет науки и технологий).
С 1988 года являлся сотрудником издательства «Китап», а с 1994 года — научного издательства «Башкирская энциклопедия».
В 1995—1997 гг. работал литературным редактором Национального молодёжного театра Республики Башкортостан.
Умер 12 января 1998 года в Уфе, похоронен на родине.

## Творческая деятельность
В 1986 года был издан первый поэтический сборник Рамиля Кул-Давлета — «Ямғыр алдынан» («Перед дождём»). При жизни вышли 4 поэтических сборника — «Перед дождем» (1988); «Восьмое чудо» (1991); «Караул!!!» (1996); «Слово джигита» (1998), а в 2008 году — «Стихи. Пьесы.». Отличительной чертой поэзии Кул-Давлета является экспрессивность, образность и ассоциативность. В основе стихотворений, которые вошли в сборники «Һигеҙенсе мөғжизә» (1991; «Восьмое чудо») и «Егет һүҙе» (1997; «Слово егета»), — размышления о судьбе Башкортостана, призыв к национальному возрождению народа республики.
Из под пера Рамиля Кул-Давлета вышли несколько пьес — «Һарысәс» («Златоволосая»), «Бермуд өсмөйөшө» («Бермудский треугольник»), «Шартлап китһен донъяһы!» («Пропади всё пропадом!») и другие. В драматических произведениях поднимаются современные нравственные проблемы. Пьесы драматурга ставились во многих театрах Республики Башкортостан.

## Память
- Газетой «Йэшлек» учреждена литературная премия имени Рамиля Кул-Давлета.